# Т-6
Улица Т-6 се налази у Земуну.
Простире се од Ауто-пута Београд-Нови Сад, код насеља Нова Галеника до Унутрашњег магистралног полупрстена (УМП), односно улице Марка Челебоновића на Бежанијској Коси. Улица ће бити део Спољне магистралне тангенте, настављајући се на северу на Кинески мост, а на југ на улицу Др Ивана Рибара.
Улицом пролази линије ГСП 612, 708, 709 и 711.